# Traffico d'armi nel golfo
Traffico d'armi nel golfo è uno sceneggiato televisivo di genere giallo, tratto dalla miniserie inglese The World of Tim Frazer di Francis Durbridge, su sceneggiatura di Franca Cancogni e Aurelio Chiesa, prodotto dalla RAI, andato in onda dal 12 al 26 novembre del 1977 sulla Rete 1 della RAI (l'odierna Rai 1) in tre puntate, per la regia di Leonardo Cortese, con Giancarlo Zanetti e Lorenza Guerrieri.

## Trama
Un giovane archeologo inglese, Tim Frazer, si trova a Pompei per lavoro. Viene contattato da Harry Denston, suo vecchio amico, che gli dà appuntamento a Castellammare di Stabia. Denston vuole restituire a Frazer una ragguardevole somma di denaro che gli aveva prestato anni prima. Giunto all'appuntamento, Frazer non trova Denston ma, stanco del viaggio, decide di passare la notte in una pensione. Casualmente rinviene un foglio recante un numero di targa e il nome di un'autorimessa. Intanto arriva anche la fidanzata dell'amico, Helen Barker, molto amica anche di Frazer. Harry non si trova e i due si mettono alla sua ricerca. Trovano la vettura di Denston nell'autorimessa e la usano per i loro spostamenti: all'interno c'è un astuccio contenente un paio di occhiali da vista, di proprietà di Ruth Edwards. Frazer le riporta gli occhiali e ha modo di conoscerne il marito, Eric Edwards, un inglese che si diletta nella costruzione di modelli in scala di navi antiche. I tre fanno subito amicizia. In seguito un certo Traetta si dimostra molto interessato ad acquistare la macchina di Denston, una spider inglese degli anni '60. Ciò incuriosisce parecchio Frazer, dal momento che la cifra offerta supera di molto il valore dell'auto. Nel frattempo anche l'ispettore Ancona contatta Frazer e il mistero si infittisce ulteriormente.

## Produzione
Come il precedente Dimenticare Lisa fu trasmesso in tre puntate. Gli interni furono girati a Napoli, gli esterni tra Napoli, Sorrento, Castellammare di Stabia e Pompei. Rispetto all'originale inglese il protagonista Tim Frazer di professione è un archeologo anziché ingegnere (probabilmente per giustificare le riprese negli scavi di Pompei).
La canzone che chiudeva ogni puntata era Helen di Dino Siani.